# Paulo Bosi Dal’Bó
Paulo Bosi Dal’Bó (ur. 27 sierpnia 1962 w Colatina) – brazylijski duchowny katolicki, biskup São Mateus od 2015.

## Życiorys
10 czerwca 2000 otrzymał święcenia kapłańskie i został inkardynowany do diecezji Colatina. Pracował głównie jako duszpasterz parafialny. W latach 2006–2010 był rektorem seminarium, a w kolejnych latach pełnił funkcje wikariusza generalnego diecezji oraz proboszcza w Itaguaçu.
21 października 2015 papież Franciszek mianował go biskupem diecezji São Mateus. Sakry udzielił mu 12 grudnia 2015 arcybiskup Geraldo Lyrio Rocha.